# Ozan Uğurlu
Ozan Uğurlu (* 1992 in Istanbul) ist ein türkischer Schauspieler und Model.

## Leben und Karriere
Ozan Uğurlu wurde 1992 in Istanbul geboren. Im Alter von sechs Jahren begann er mit dem Modeln. Sein Debüt gab er 1999 in dem Film Eylül Fırtınası. Anschließend spielte er 2001 in der Fernsehserie Tatlı Hayat mit. Außerdem wurde er 2004 für die Serie Evli ve Çocuklu gecastet. Von 2004 bis 2007 war Uğurlu in Yabancı Damat zu sehen. Unter anderem bekam er 2007 in der Serie OKS Anneleri die Hauptrolle. 2010 schloss er das Beyfen Koleji ab. Danach setzte er sein Studium an der Universität Istanbul fort.

## Filmografie
Filme
- 1999: Eylül Fırtınası
- 2006: İpekli Mendil

Serien
- 2001: Tatlı Hayat
- 2003: Evli ve Çocuklu
- 2004–2007: Yabancı Damat
- 2007: OKS Anneleri